# Nestronia
- Commons
- Wikispecies

Nestronia é um género botânico pertencente à família Santalaceae.
1. ↑  «Nestronia — World Flora Online». www.worldfloraonline.org. Consultado em 19 de agosto de 2020